# Neue Schule Hamburg
Die Neue Schule Hamburg (NSH) ist eine allgemeinbildende Privatschule in Hamburg-Rahlstedt. Die Schule wurde 2007 gegründet, daran waren u. a. Nena und ihr Lebensgefährte beteiligt. Die Schule wird nach dem Konzept der Sudbury-Schulen, das wiederum von Summerhill beeinflusst wurde, betrieben und ist Mitglied in der European Democratic Education Community.

## Geschichte und Ausrichtung
Sudbury-Schulen sind auf fast allen Kontinenten vertreten, zahlenmäßig am stärksten in den USA und in Israel. Sudbury-Gründungsinitiativen von Eltern, Lehrern und Schülern gibt es in Deutschland seit dem Jahr 2000 in verschiedenen Bundesländern. Die Neue Schule Hamburg ist die erste Schule nach dem seit 1968 bestehenden Sudbury-Modell, die in Deutschland offiziell genehmigt wurde.
Nena bewarb öffentlichkeitswirksam die Schulgründung und betonte in Wortwahl und Aussagen ihr persönliches Verständnis der anti-intellektuellen Ausrichtung des Sudbury-Konzeptes. Dies führte zu Kritik von ideellen und aktiven Sudbury-Vertretern.
Gegründet wurde die Schule von Nena, ihrem Lebensgefährten Philipp Palm (gleichzeitig einer der Schulleiter), Silke Steinfadt und Thomas Simmerl.
Schulträger ist der eingetragene Verein Neue Schule Hamburg. Wie alle anderen Privatschulen Hamburgs erhält die Schule aus öffentlichen Geldern der Stadt einen Zuschuss. In den Jahren 2012 bis 2016 belief sich diese Finanzhilfe auf etwa eine halbe Million Euro pro Haushaltsjahr bei ungefähr 80 Schülern. Weitere Mittel steuert die Stiftung Anstiftung Nächstenliebe bei, das von den Eltern zu entrichtende Schulgeld beträgt 170 Euro pro Monat.
Die Schule bietet Platz für 85 Schüler von 5 bis 17 Jahren, d. h. 1. bis 10. Schuljahr. Somit umfasst die Schule sowohl Grundschule als auch eine Stadtteilschule der Sekundarstufe I. Prüfungen zum Ersten und Mittleren Schulabschluss (MSA) werden extern abgelegt. 2015/2016 wurden an der Schule zwölf Lehrkräfte beschäftigt. Die gering erscheinende Schülerzahl erklärt sich durch das Konzept von Sudbury. Es gibt eine permanente Warteliste.
Medien berichteten im ersten Schuljahr (2008) über „Gewaltprobleme und organisatorisches Chaos“ an der Schule. So hätte etwa „ein Schüler mit einer Gehirnerschütterung ambulant behandelt werden“ müssen. Die Schule wies die Vorwürfe zurück.
Gemäß dem Ansatz der „demokratischen Schule“ werden alle Schulregeln in der Schulversammlung beschlossen, in der Schüler und Lehrer gleiches Stimmrecht haben. Zur Streitschlichtung oder Sanktionierung von Regelverstößen kommt täglich das Lösungskomitee zusammen, das aus einem Lehrer und vier Schülern besteht.